# Morioka Sigeru
Morioka Sigeru (Ehime, 1973. április 12. –) válogatott japán labdarúgó.

## Pályafutása
1992–1998 között a Gamba Oszaka, 1999-ben a Kyoto Purple Sanga, 2000–01-ben a Vissel Kobe, 2002–2005 között ismét a Gamba Oszaka, 2006–2008 között a Banditonce Kakogawa labdarúgója volt.
A japán U23-as válogatott tagjaként részt vett az 1996. évi nyári olimpiai játékokon.